# Edward L. Burlingame

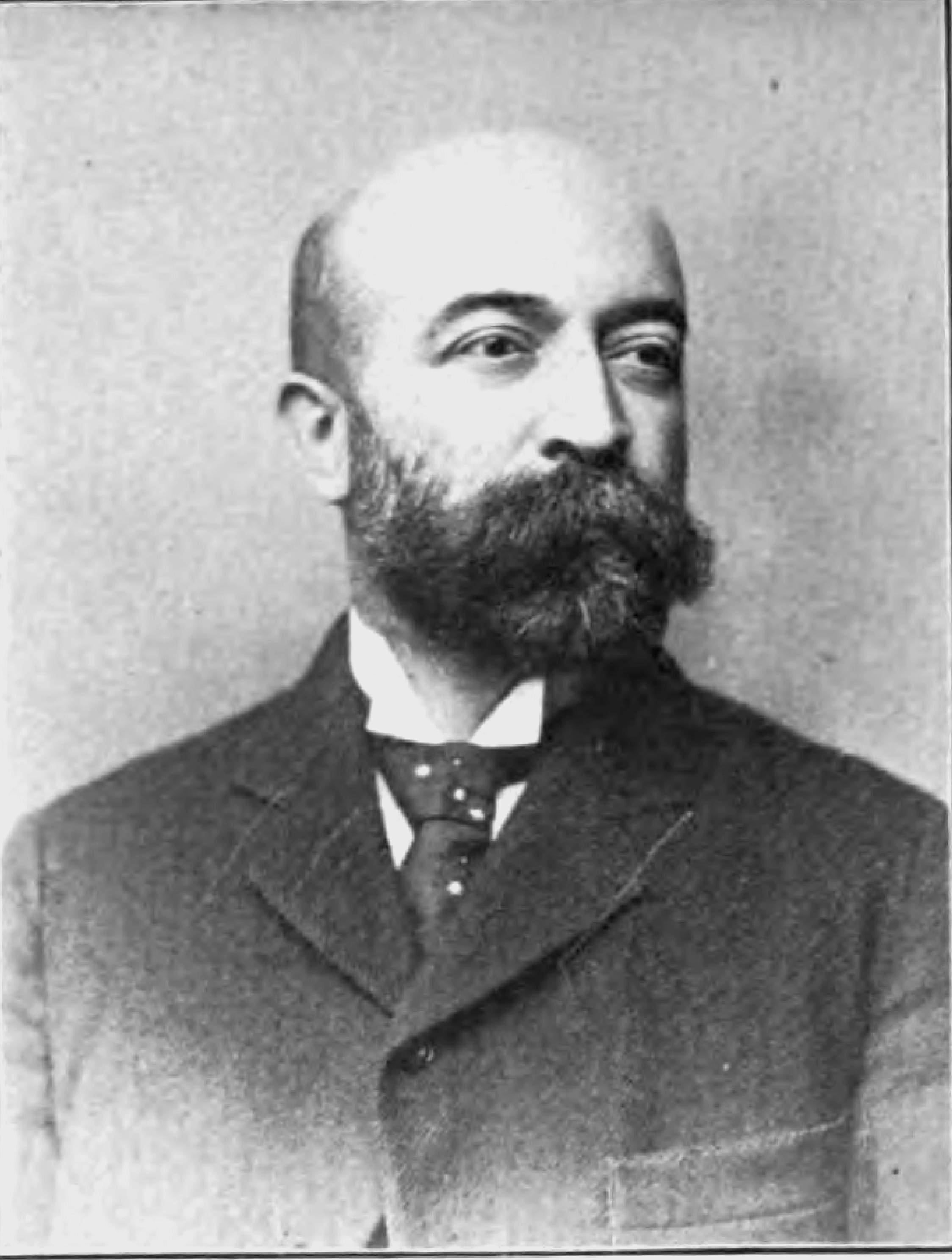
Edward L. Burlingame

Edward L. Burlingame (* 30. Mai 1848 in Boston; † 15. November 1922 in New York) war ein US-amerikanischer Journalist und Herausgeber.

## Leben
Edward Burlingame brach seine Studien an der Bostoner Harvard University 1866 ab und begleitete seinen Vater Anson Burlingame als Privatsekretär auf einer China-Reise. Bei der Gelegenheit lernte er Japan kennen. Nach zweijährigem Studium an der Universität Heidelberg wurde er 1869 zum Dr. phil. promoviert und ging nach Berlin. 1871 arbeitete Edward Burlingame in der Redaktion der New York Tribune und revidierte von 1872 bis 1876 die New American Cyclopædia mit. 1879 trat er in das Haus Charles Scribner’s Sons ein und wurde dort 1887 Chefredakteur von Scribner’s Magazine.

## Werk (Auswahl)
- 1870 Nachweis zweier Publikationen im Curran Index
- 1875 zusammen mit dem Musikkritiker William Foster Apthorp (1848–1913) Übersetzung und Herausgabe: Art life and theories of Richard Wagner. New York (archive.org)
- 1878 Herausgeber: Current discussion. A collection from the chief English essays on questions of the time. New York (Band 2: archive.org)
- 1937 zusammen mit Wilhelm Lübke, Russell Sturgis und Clarence Cook: Outlines of the history of art. New York (siehe auch)